# Culicoides albifascia
Culicoides albifascia är en tvåvingeart som beskrevs av Tokunaga 1937. Culicoides albifascia ingår i släktet Culicoides och familjen svidknott.
Artens utbredningsområde är Taiwan. Inga underarter finns listade i Catalogue of Life.